# Ворота Фамагусти
35°10′27″ пн. ш. 33°22′16″ сх. д. / 35.1743° пн. ш. 33.3712° сх. д.

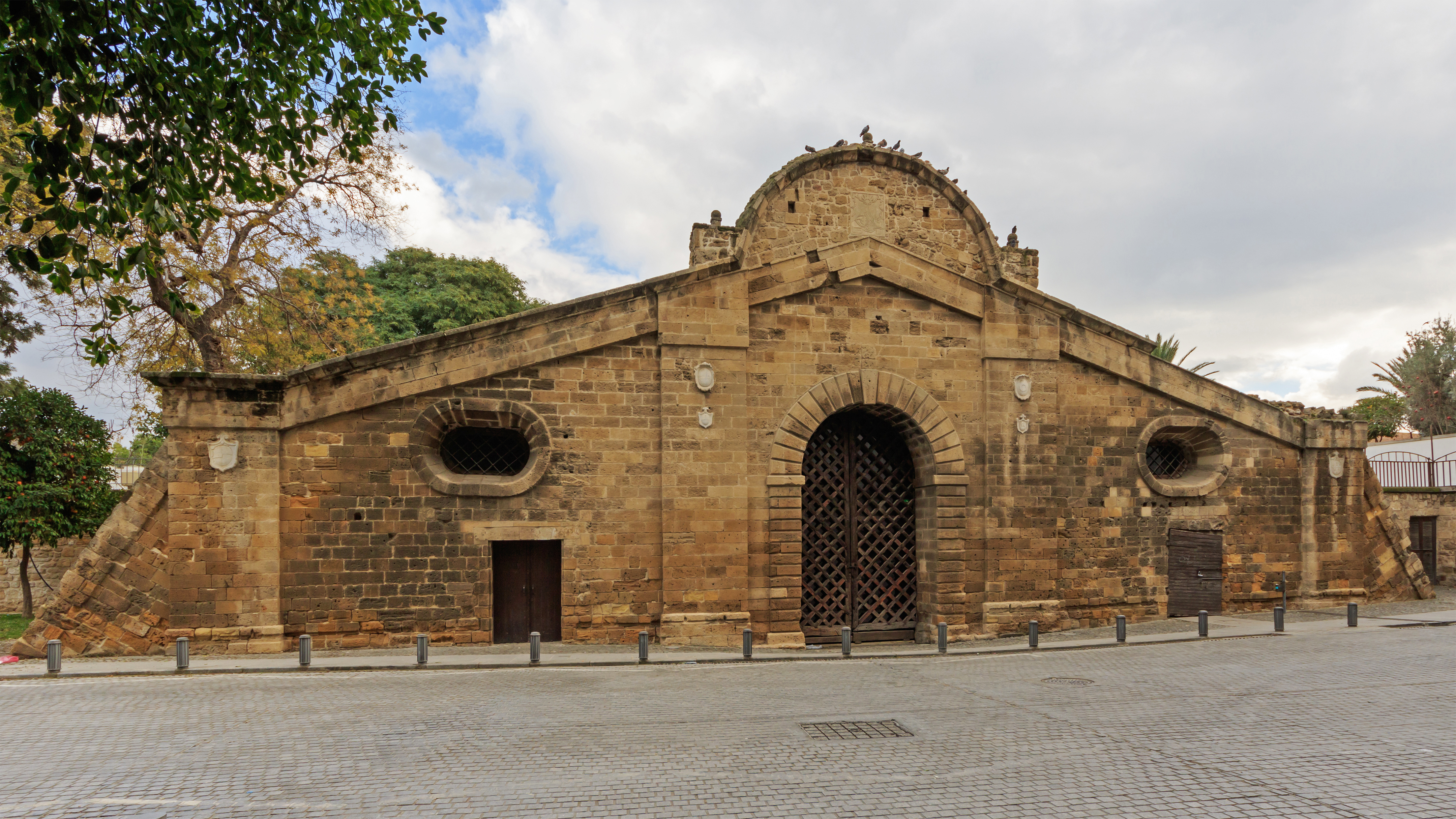
Ворота Фамагусти

Ворота Фамагусти, Порта Джуліана (тур. Mağusa Kapısı) — ворота в стінах Нікосії, Кіпр. Ця конструкція у венеційському стилі була скопійована з відомих воріт Лазаретто в Кандії, спроєктованих Майклом Саммікелі на початку 16 століття, і складається зі склепінчастого проходу через земляний вал міста з ретельно виконаним сферичним куполом в його центрі, одинадцять метрів у діаметрі. Прохід достатньо великий, щоб проїхали два транспортні засоби, і він освітлений круглим отвором у центрі купола в стилі Пантеону в Римі. Зовнішній дверний отвір — це невелика арка, яка тепер дещо пошкоджена від поломки арочного каміння, а стародавні двері відсутні. З внутрішньої сторони воріт, зверненої до міста, є вражаючий фасад.

## Історія

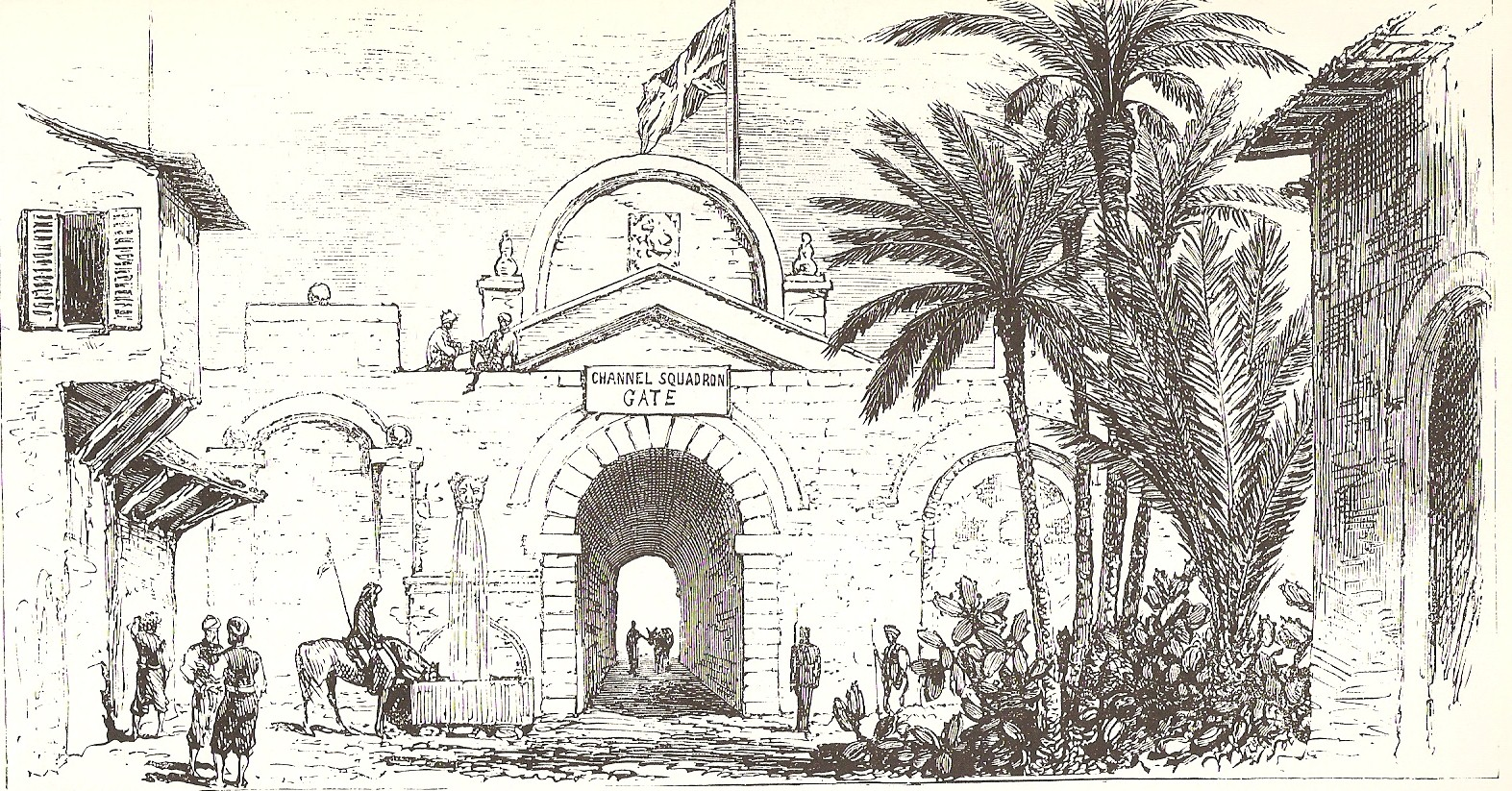
Внутрішня сторона воріт Фамагусти в Нікосії, 1878 рік

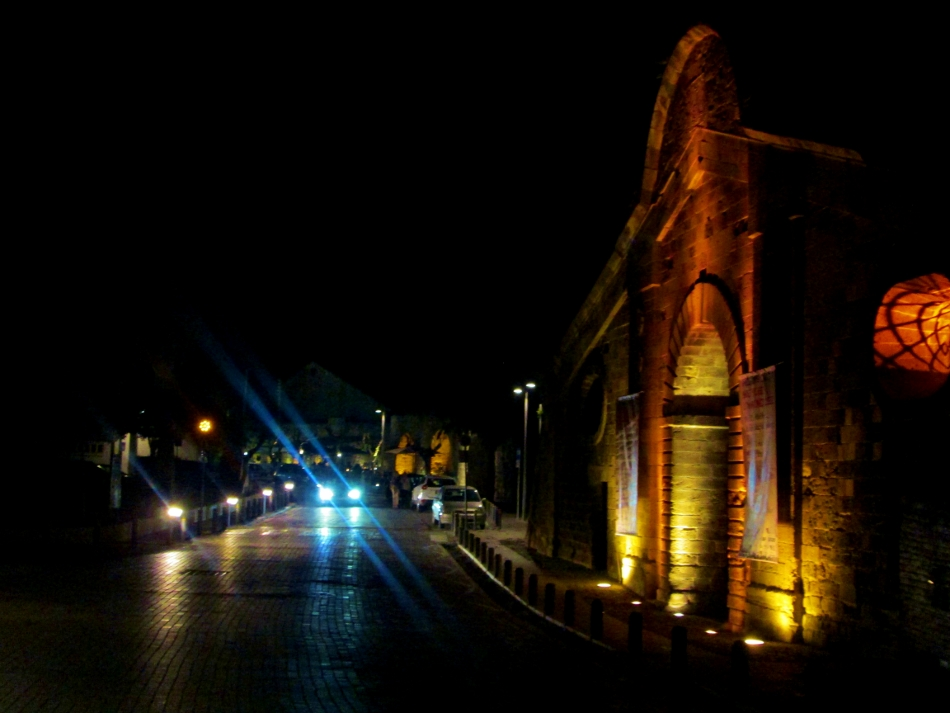
Ворота Фамагусти вночі

Ворота були побудовані в 1567 році венеційцями як частина нових міських стін і спочатку називалися Порта Джуліані на честь свого дизайнера. Він був відновлений османами в 1821 році, а до воріт був добудований оглядовий майданчик.
Під час раннього османського періоду крізь браму на конях дозволялося проходити тільки туркам, тоді як християнам та іноземцям було обов'язково ходити пішки. Ворота були зачинені на заході сонця і знову відчинені на сході сонця і залишалися закритими у п'ятницю, священний день для мусульман, щоб дати охоронцям час для молитви. 
За часів британської колонії просторі приміщення воріт слугували складом палива та інших матеріалів. Незважаючи на те, що з 1934 по 1981 рр. здійснювався поступовий процес консервації, через проблеми з вологістю Ворота вийшли з ладу.
У 1980 році муніципалітет Нікосії вирішив відновити ворота та повторно використати їх як культурний центр. Підлога в'їзду була вкрита цементною підстилкою, а територія перед брамою була вкрита бруківкою. Внутрішні стіни та дах були очищені, а потім утеплені. Під підлогою встановлені системи кондиціонування та вентиляції. У приміщеннях забезпечено загальне освітлення та спеціальне освітлення для експонатів. Прохід і дві бічні кімнати можуть працювати як ціле, так і як три окремі зони.
Реставрація була завершена в 1981 році, і відтоді ворота Фамагусти стали жвавим місцем для виставок, які допомагають відродити Тахт-ель-Кале, Нікосія.

## Галерея

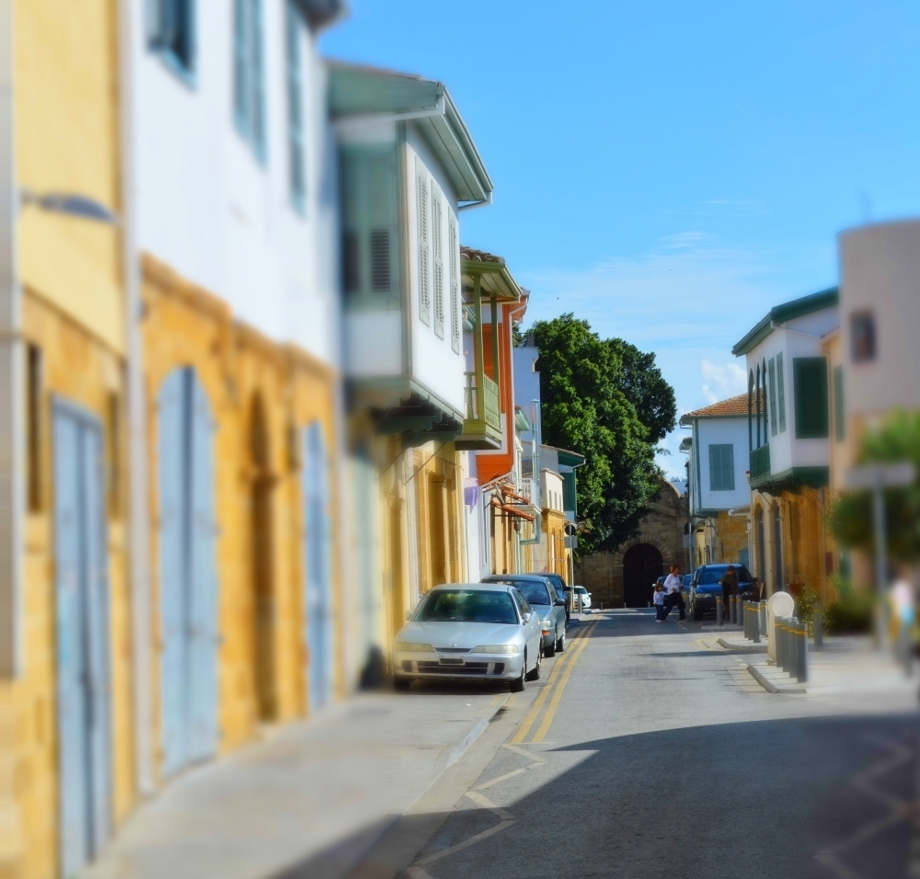
Район Тахт-ель-Кале та ворота Фамагусти
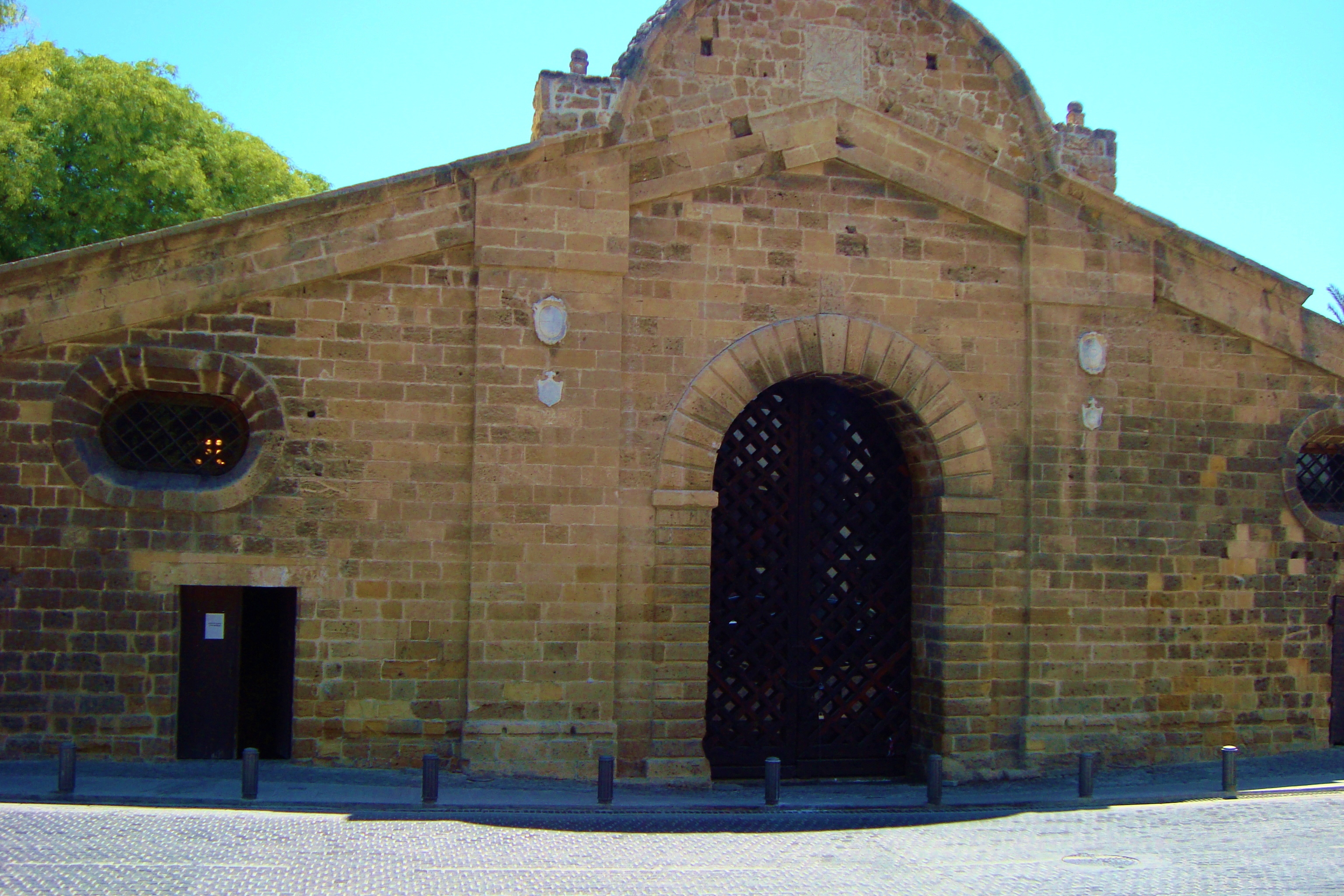
Зовнішній вигляд воріт Фамагусти
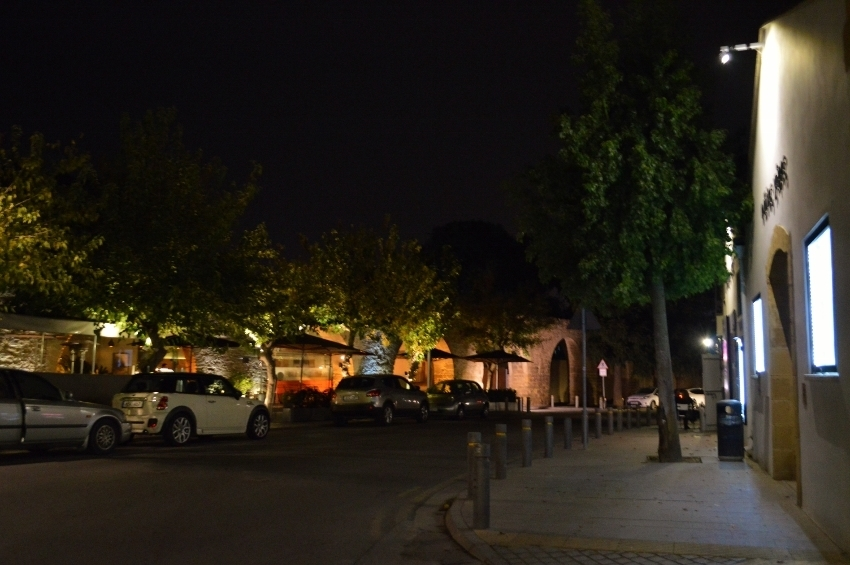
Лаунж-бари біля воріт
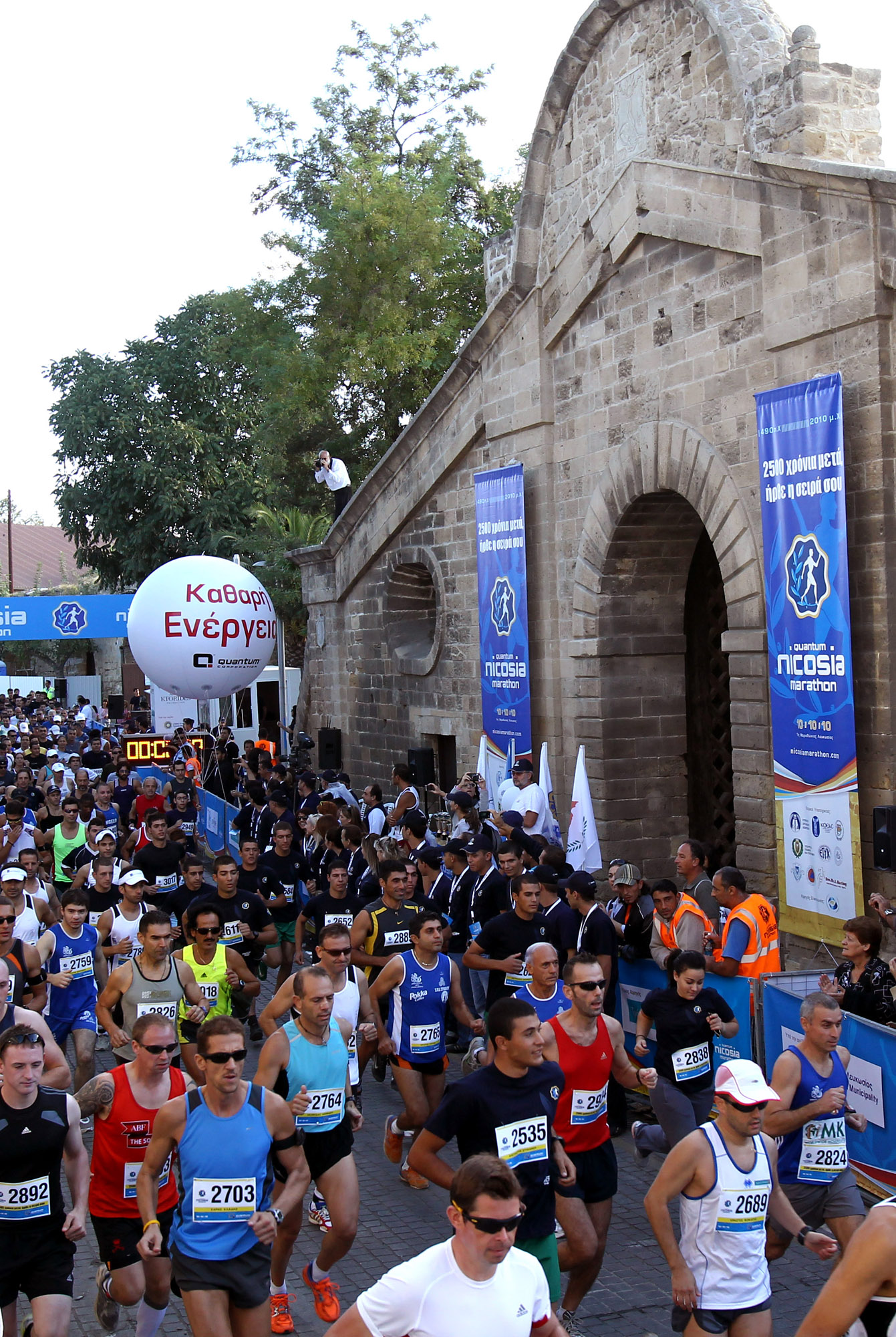
Ворота Фамагусти як місце старту Нікосійського марафону